# Habib ibn al-Muhàl·lab
Habib ibn al-Muhàl·lab al-Azdí (àrab: حبيب بن المهلب الأزدي, Ḥabīb b. al-Muhallab al-Azdī) fou governador del Sind (715-720) membre de la família dels muhal·làbides.
Fou nomenat pel califa Sulayman ibn Abd-al-Màlik. El 720 el seu germà Yazid ibn al-Muhàl·lab es va revoltar a Bàssora i va morir i els seus seguidors van marxar a Sind, on Habib conservava el govern. Però ja havia estat destituït i quan els refugiats foren morts o capturats i enviats a Síria on foren executats.